# Typex

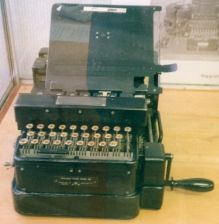
Die britische Rotor-Schlüsselmaschine Typex (hier: Modell Mk III)

Die Typex (auch: TypeX, TYPEX, Type X oder Type–X), britische BID-Gerätebezeichnung BID/08/02 für die Typex Mk 22 und BID/08/03 für die Typex Mk 23, ist eine Rotor-Schlüsselmaschine, die die britischen Streitkräfte im Zweiten Weltkrieg nicht nur für ihre eigene geheime Kommunikation verwendeten, sondern die auch als Hilfsmittel zur Entzifferung des mit der deutschen Enigma verschlüsselten Nachrichtenverkehrs der deutschen Wehrmacht eingesetzt wurde.

## Geschichte
Nach dem Ersten Weltkrieg suchten die britischen Streitkräfte – ähnlich wie auch die deutschen Militärs – nach einem Ersatz für die inzwischen veralteten, umständlichen und unsicheren manuellen Verschlüsselungsverfahren (beispielsweise Codebücher), die bis dahin verwendet wurden. Hierfür kamen maschinelle Verfahren in Betracht, weil sie eine einfachere Handhabung und eine verbesserte kryptographische Sicherheit versprachen. Basierend auf zu Beginn des 20. Jahrhunderts neu aufgekommenen Techniken, wie der elektrischen Schreibmaschine und dem Fernschreiber, kamen unabhängig voneinander und nahezu zeitgleich vier Erfinder auf die Idee des Rotor-Prinzips zur Verschlüsselung von Texten. Dabei handelt es sich um den Amerikaner Edward Hugh Hebern im Jahr 1917, den Deutschen Arthur Scherbius im Jahr 1918 sowie den Niederländer Hugo Alexander Koch und den Schweden Arvid Gerhard Damm im Jahr 1919, die alle ihre Ideen zu Rotor-Chiffriermaschinen zum Patent anmeldeten.
In der Mitte der 1920er-Jahre begutachtete eine britische Regierungskommission, das sogenannte Inter-Departmental Cypher Committee, die inzwischen frei auf dem Markt erhältlichen kommerziellen Rotor-Schlüsselmaschinen, wie beispielsweise die deutsche Enigma-D, in Hinblick auf ihre Brauchbarkeit für den geheimen militärischen Nachrichtenverkehr. Ein wichtiger Aspekt war die Beurteilung der Sicherheit der Verschlüsselung gegen unbefugte Entzifferung. Nach intensiver Prüfung der Maschine und der Patente von Scherbius wurde dieser Aspekt von der Regierungskommission verneint und die Entwicklung einer eigenen, besseren Maschine angeregt.
Zwar wurde auch im Vereinigten Königreich, bereits seit Anfang der 1920er-Jahre, an einer eigenen Maschine entwickelt (Sidney Holes Chiffriermaschine), diese erwies sich jedoch auch zehn Jahre später noch immer nicht als hinreichend funktionsfähig. Der inzwischen zum Entwicklungsleiter bestellte Wing Commander (entspricht dem deutschen Dienstgrad Oberstleutnant) Oswyn Lywood entschied daher im Jahr 1934, die deutsche Enigma-Maschine zwar zum Vorbild zu nehmen, aber wichtige Verbesserungen vorzunehmen. Die neu zu entwickelnde Maschine erhielt zunächst den Namen RAF Enigma with Type X attachments (deutsch „RAF-Enigma mit Type‑X-Zusatz“), kurz RAF Enigma. Dabei störte es ihn wenig, dass die Briten dies unter Verletzung der Enigma-Patentrechte machten, die vom deutschen Rechteinhaber  „Heimsoeth & Rinke“ (H&R) beziehungsweise dessen Vorläuferin, der Chiffriermaschinen AG (ChiMaAG), auch im Vereinigten Königreich angemeldet worden waren und dort Gültigkeit hatten. Hergestellt wurde die Maschine, die inzwischen in Typex umbenannt worden war, durch Creed & Co. Ltd. mit Sitz im Londoner Stadtbezirk Croydon. Bis Dezember 1942 waren 2292 Stück der Typex ausgeliefert worden. Im Jahr 1943 folgten 3050 weitere Maschinen.
Die Typex erwies sich im praktischen Einsatz ihrem deutschen Vorbild entscheidend überlegen. Die Folge war, dass während des Zweiten Weltkriegs die Briten zwar deutsche Enigma-Funksprüche brechen konnten (siehe auch: Kryptanalyse der Enigma), aber die Deutschen es niemals schafften, britische Typex-Sprüche zu entziffern. Im Gegenteil, die Briten nutzten die Typex nicht nur zur sicheren Verschlüsselung ihres eigenen militärischen Nachrichtenverkehrs, sondern darüber hinaus auch als Hilfsmittel bei der Entschlüsselung des deutschen Nachrichtenverkehrs.

## Prinzip

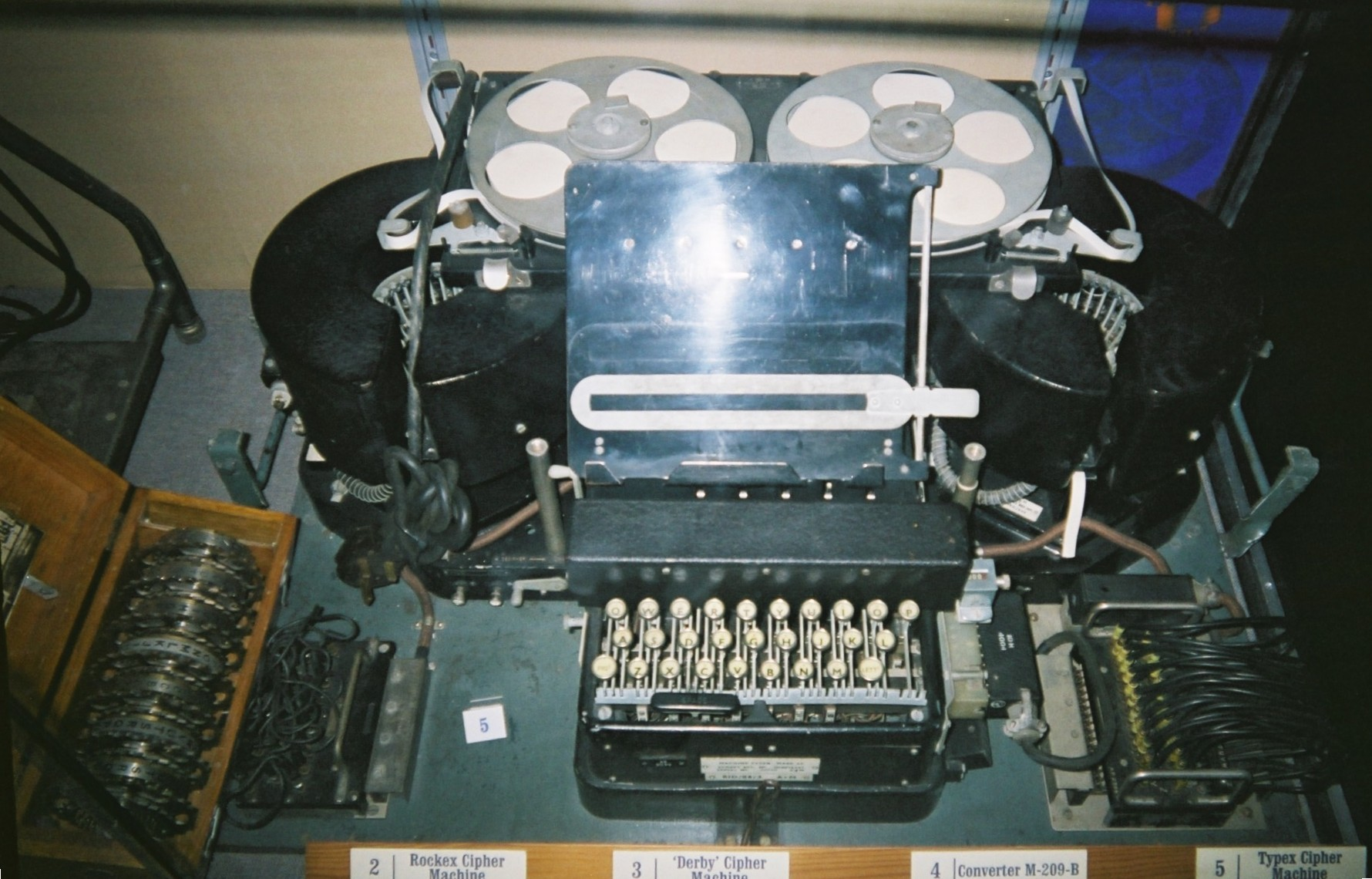
Typex im Royal Signals Museum in Blandford

Die Typex sieht – ähnlich wie auch andere Rotor-Schlüsselmaschinen – auf den ersten Blick aus wie eine Schreibmaschine. Man erkennt eine Tastatur, einen Walzensatz aus fünf austauschbaren Rotoren sowie eine Druckvorrichtung zur Ausgabe des Textes. Der Walzensatz ist das Herzstück zur Verschlüsselung. Die Rotoren sind drehbar angeordnet und weisen auf beiden Seiten für die 26 Großbuchstaben des lateinischen Alphabets elektrische Kontakte auf, die durch isolierte Drähte im Inneren paarweise und unregelmäßig miteinander verbunden sind. Drückt man eine Buchstabentaste, so fließt elektrischer Strom von einer in der Typex befindlichen Batterie über die gedrückte Taste durch den Walzensatz und führt dazu, dass ein Buchstabe auf einen Papierstreifen gedruckt wird. Der ausgedruckte Buchstabe entspricht der Verschlüsselung der gedrückten Buchstabentaste. Da sich bei jedem Tastendruck die Rotoren ähnlich wie bei einem mechanischen Kilometerzähler weiterdrehen, ändert sich das geheime Schlüsselalphabet nach jedem Buchstaben.
Wichtig und kryptographisch stark ist, dass aufgrund der Rotation jeder Buchstabe auf eine andere Weise verschlüsselt wird. Der Kryptograph spricht von vielen unterschiedlichen (Geheim-) „Alphabeten“, die zur Verschlüsselung benutzt werden und bezeichnet dies als polyalphabetische Substitution. Im Gegensatz dazu wird bei einer einfachen monoalphabetischen Substitution nur ein einziges Geheimalphabet verwendet und ein Klartextbuchstabe wird stets in denselben Geheimtextbuchstaben verwandelt. Würden sich die Rotoren der Typex nicht drehen, so bekäme man auch bei ihr nur eine einfache monoalphabetische Verschlüsselung.

## Kryptographische Stärken

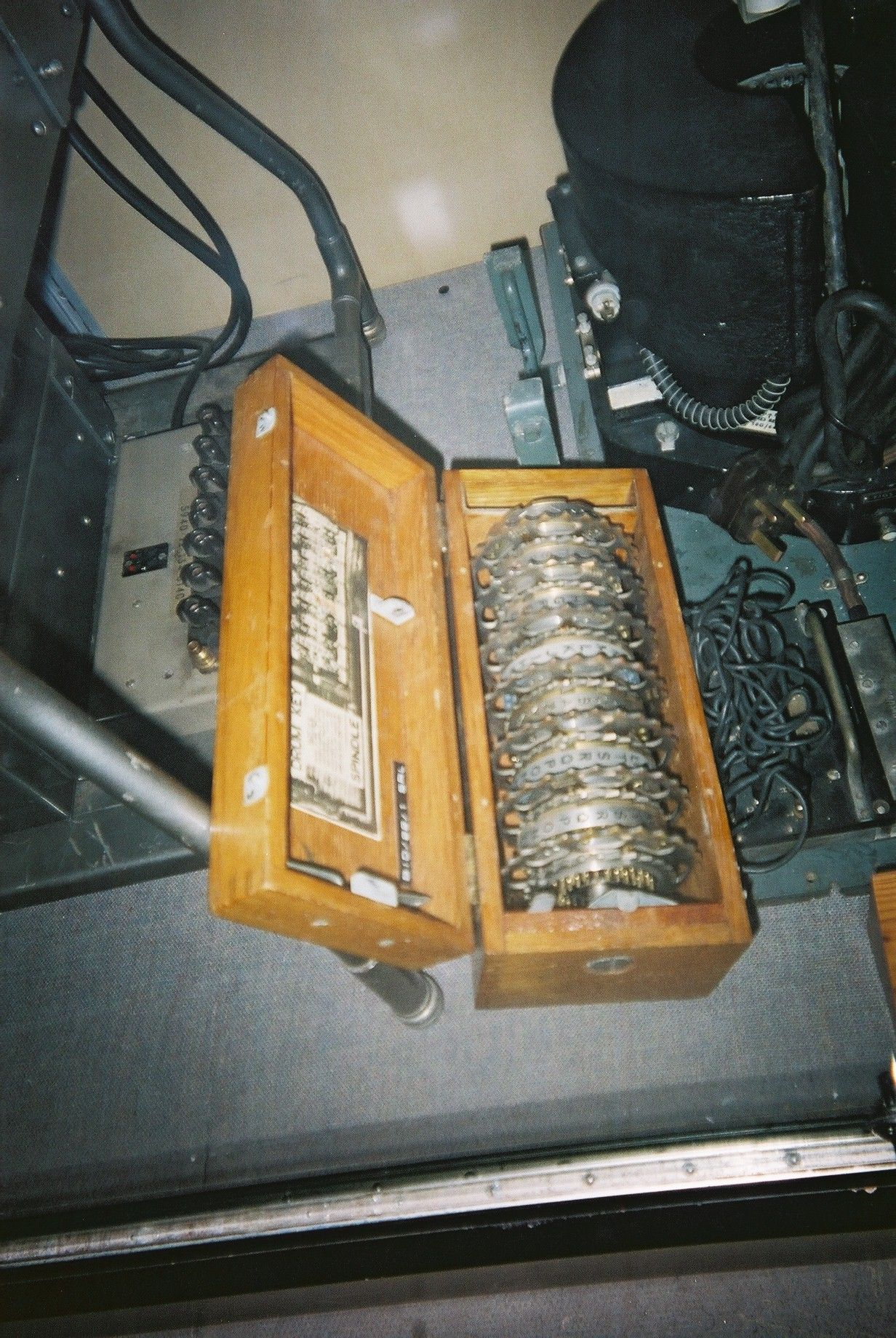
Kasten mit Typex-Rotoren

Durch die von der britischen Regierungskommission professionell durchgeführte kryptanalytische Inspektion aller verfügbarer Maschinen, speziell der deutschen Enigma, konnten Schwachpunkte der existierenden kryptographischen Konzepte, beispielsweise die fixpunktfreien Permutationen und das involutorische Steckerbrett aufgedeckt werden, die bei der Konstruktion der Typex gezielt vermieden wurden. Die Typex verwendet im Gegensatz zur Enigma
- zwei zusätzliche (nicht fortgeschaltete) Ein-/Ausgangsstatoren, die jede für sich von Hand gedreht werden können, sodass die Permutation, die durch ihre Kombination bewirkt wird, nicht zu sich selbst invers ist wie die Steckerverbindungen der Enigma
- mehr als eine, nämlich fünf, sieben oder neun Fortschaltkerben pro Rotor
- Rotoren, die in zwei Orientierungen eingesetzt werden können,
- deren innere Verdrahtung ohne großen Aufwand geändert werden kann.
- Ein Sortiment von zunächst zehn, dann 120, später 240 unterschiedlichen Rotoren,
- von denen fünf in die Maschine eingesetzt werden, und
- kein involutorisches Steckerbrett.

Aufgrund dieser zwar erstaunlich einfachen, jedoch kryptographisch sehr wirksamen Maßnahmen konnte die Sicherheit der Typex gegen unbefugte Entzifferung wesentlich gestärkt werden. Insbesondere konnte man mit Recht davon ausgehen, dass ein denkbarer Einbruch in die Verschlüsselung nicht auf Dauer das komplette System kompromittieren würde, da aufgrund der oben genannten konstruktiven Merkmale, speziell durch das umfangreiche Rotorensortiment und seiner leichten Veränderbarkeit, die wirksame kombinatorische Komplexität der Typex erheblich größer ist als beispielsweise der Enigma.

## Modelle
Im Jahre 1937 begann die Produktion mit dem ersten Modell der Reihe, der Typex Mk I. Ein Jahr später wurde der Regierungskommission eine weiter verbesserte Variante, die Typex Mk II vorgestellt, die diese überprüfte und genehmigte. Sie wurde für den militärischen Dienstgebrauch freigegeben und beim Britischen Heer, der Königlichen Marine und später auch in Winston Churchills Cabinet War Rooms eingesetzt.

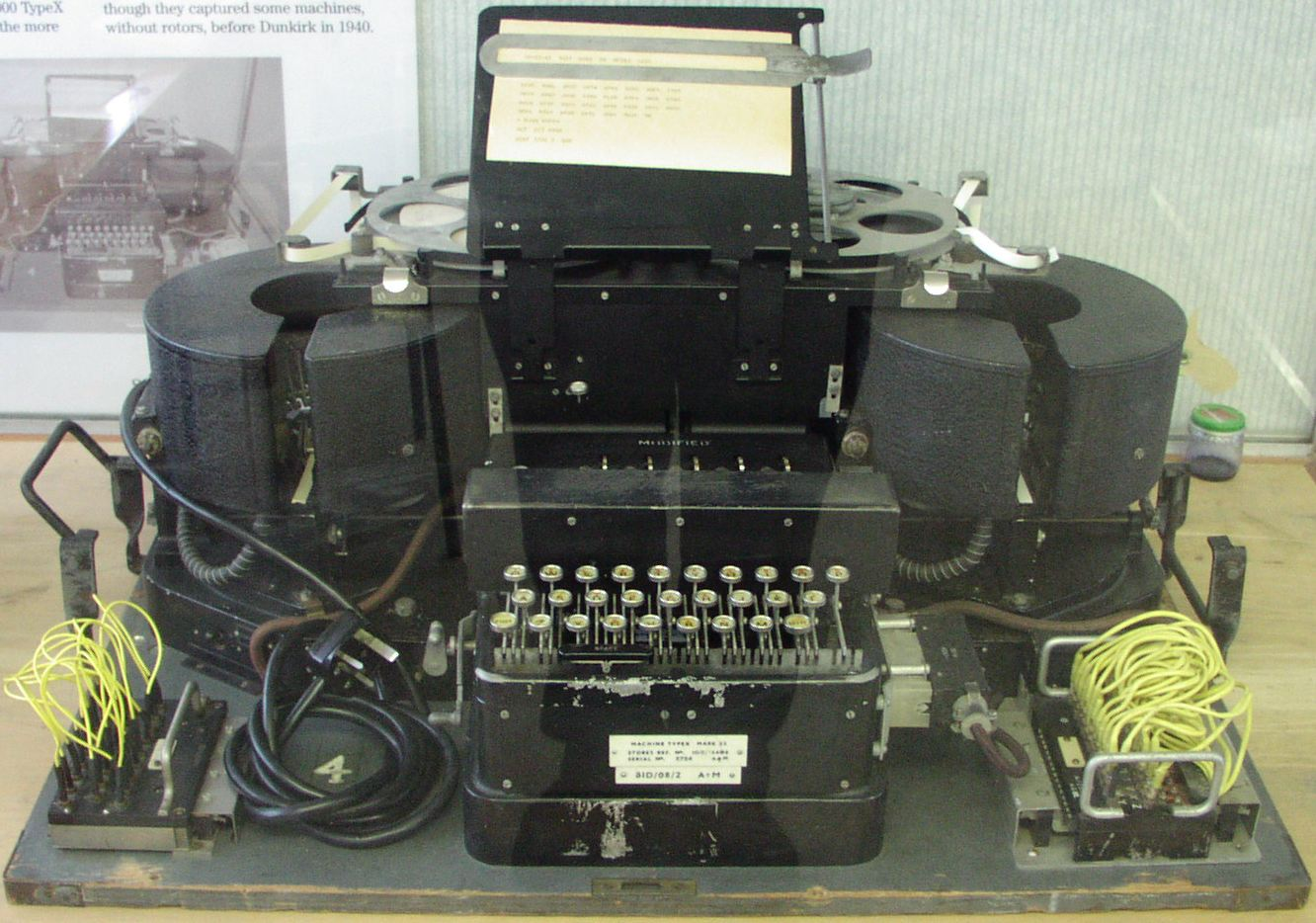
Typex mit externen Steckfeldern

Eine weitere Stärkung der Verschlüsselung erreichten die britischen Spezialisten bei der Typex Mk IV durch Ergänzung einer äußeren Vorrichtung, die zwar etwas unförmig aussieht, mit der jedoch die kombinatorische Komplexität der Maschine auf leicht handhabbare Weise noch einmal erheblich gesteigert werden konnte. Dabei handelte es sich um zwei externe Steckfelder, die jedoch nichtinvolutorisch, also anders als das involutorische „Steckerbrett“ der Enigma aufgebaut waren, und daher in ihrer kryptographischen Wirksamkeit eher mit der frei verdrahtbaren Umkehrwalze D vergleichbar sind, die die deutsche Luftwaffe im Jahr 1944 einführte. Eine spezielle Modifikation machte aus der Typex das Modell Mark 23, das als Combined Cipher Machine für den geheimen Nachrichtenaustausch mit den amerikanischen Alliierten eingesetzt wurde.
Die Fülle der kryptologisch fundierten Maßnahmen, die die Briten rechtzeitig einführten, ergaben in Summe, dass es deutschen Codeknackern nicht gelang, die Verschlüsselung der Typex zu brechen, und sie nach mehreren vergeblichen Versuchen die Entzifferung des britischen Typex-Nachrichtenverkehrs gänzlich aufgaben, obwohl einige Maschinen während des Kriegs erbeutet werden konnten, so beispielsweise im Jahr 1940 nach dem Rückzug der Briten aus der Schlacht um Dünkirchen.

## Entzifferung der deutschen Enigma
Da die Typex auf Prinzipien basiert, die sie – bei allen wichtigen Unterschieden – mit der deutschen Enigma gemeinsam hat, insbesondere auch die Involutorik (Verschlüsseln = Entschlüsseln), konnten die Kryptoanalytiker im englischen Bletchley Park sie auch als Hilfsmittel gegen die deutsche Maschine benutzen. Nachdem über andere Methoden, wie der Turing-Bombe, die Schlüssel der deutschen Enigma-Funksprüche „geknackt“ waren und somit vorlagen, wurde die Typex dazu benutzt, diese Funksprüche mithilfe des bekannten Schlüssels, ähnlich wie auch vom befugten Empfänger, mechanisch zu entschlüsseln. Dazu wurden die Rotoren der Typex identisch zur bekannten Verdrahtung der deutschen Schlüsselwalzen eingestellt. So diente die Typex den Briten nicht nur für ihre eigene Verschlüsselung, sondern sie half auch als Klon der Enigma bei deren Entzifferung.

## Filmische Rezeption
Einen kurzen filmischen Auftritt der Typex gibt es in Enigma – Das Geheimnis, einem britischen Spielfilm, der auf dem Roman Enigma basiert und die Entzifferungsarbeit der britischen Codeknacker von Bletchley Park thematisiert. Während einer kurzen Rückblende sind mehrere Typex-Maschinen zu sehen, die von „Wrens“ (den weiblichen Hilfskräften) zur Entschlüsselung deutscher Funksprüche benutzt werden, nachdem die Codeknacker die dazugehörigen Schlüssel geknackt haben. Im Film sind die vielen authentischen Requisiten bemerkenswert, bei denen es sich um Original-Schaustücke aus dem Bletchley-Park-Museum handelt. Die diversen Funksprüche sind speziell für den Film nach den Original-Vorschriften und Verfahren wirklichkeitsgetreu erzeugt und verschlüsselt worden.